# Klever Kolberg
Pas d'image ? Cliquez ici
Klever Kolberg, né le 13 mai 1962 à Porto Alegre, est un pilote brésilien de rallye-raid.

## Palmarès

### Résultats au Rallye Dakar
- 2010 : court à l'éthanol
- 2007 :
- 2007 :
- 2005 :
- 2004 :
- 2003 :
- 2002 : 8e avec Pascal Larroque
- 2000 :
- 1999 :
- 1998 :
- 1997 :
- 1996 :
- 1995 :
- 1993 :

### Résultats en rallye
- Vainqueur du Rallye dos Sertões en 1997 et 1998.